# Boeing KC-767

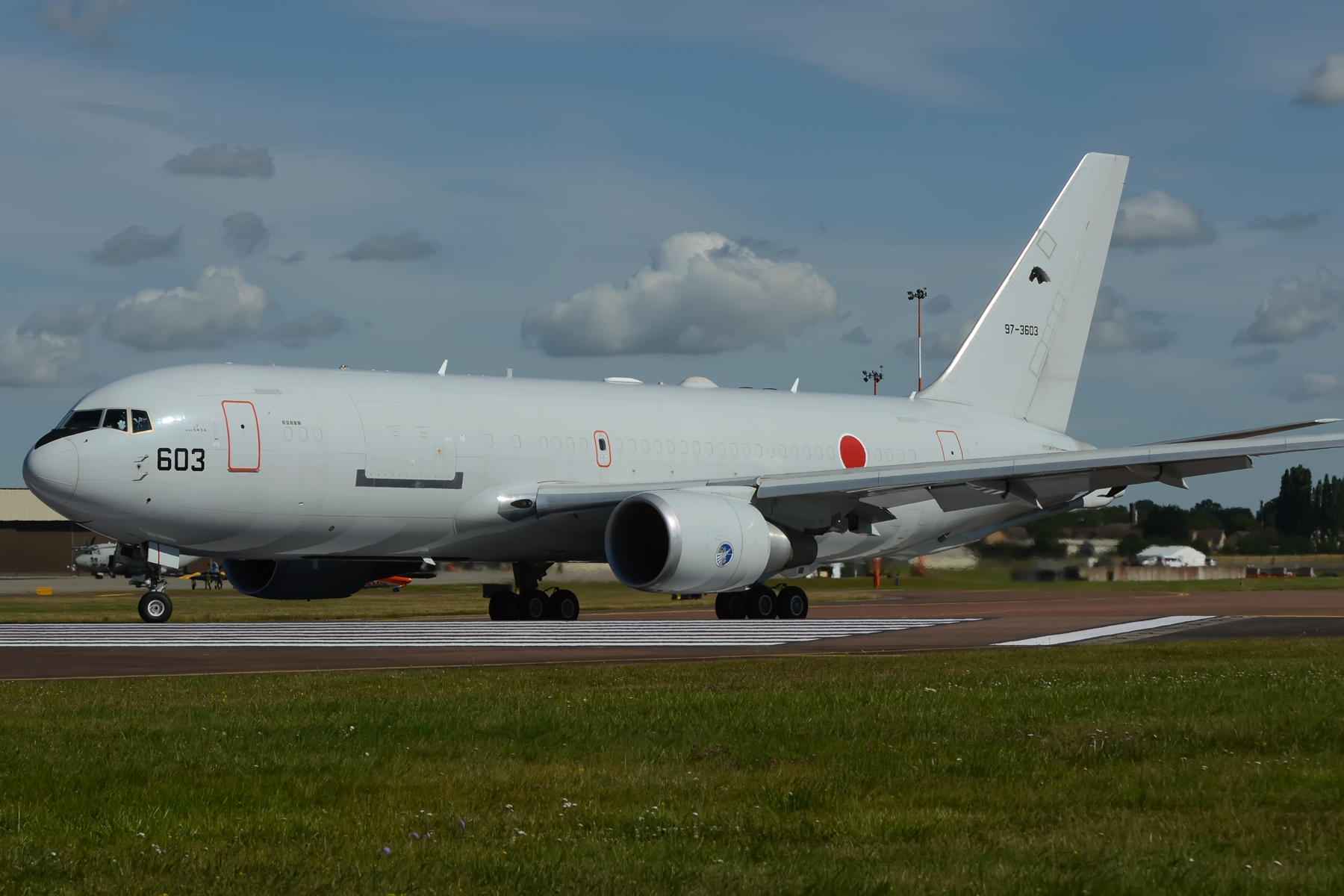
Uno dei quattro KC-767J della Kōkū Jieitai.

Il Boeing KC-767 è la versione tanker del modello civile 767-200ER (Extended Range), proposto dall'azienda statunitense Boeing per impieghi militari. Quattro esemplari sono stati ordinati dalla Aeronautica Militare italiana, quattro dalla Kōkū Jieitai o Japan Air Self-Defense Force (la forza aerea del Giappone) ed uno dalla Fuerza Aérea Colombiana.

## Versioni
KC-767A
configurazione tanker/cargo studiata per l'Aeronautica Militare.
Per le missioni di trasporto il KC-767A può essere allestito in diverse configurazioni, rispettando però il limite di carico massimo di 25.000 chilogrammi:
- nella configurazione passeggeri si possono caricare fino a 200 persone;[2]
- nella configurazione cargo si possono imbarcare 19 pallets militari standard Nato 463L più nove containers del tipo usato abitualmente per aerei civili nelle due stive inferiori;[2]
- nella configurazione combinata si possono imbarcare fino a 100 passeggeri e 10 pallets 463L, oltre a nove containers del tipo usato abitualmente per aerei civili nelle due stive inferiori.[2]

Per le missioni di rifornimento in volo il KC-767A può imbarcare fino a 70 tonnellate di carburante ed è dotato di una stazione ventrale del tipo a sonda rigida e tre stazioni di rifornimento del tipo a sonda flessibile, una in posizione ventrale ed una ad ogni estremità alare.
I flussi massimi di trasferimento di carburante per le diverse stazioni sono:
- fino a 900 galloni al minuto per la stazione a sonda rigida;
- fino a 600 galloni al minuto per la stazione a sonda flessibile ventrale;
- fino a 400 galloni al minuto per le stazioni a sonda flessibile di estremità alare.

Il KC-767A può a sua volta essere rifornito in volo tramite un sistema a sonda rigida usando l'apposito ricettacolo dorsale ad un flusso massimo di 900 galloni al minuto.
KC-767J
designazione adottata dagli esemplari giapponesi della Kōkū Jieitai o Japan Air Self-Defense Force.

## Utilizzatori
Brasile
- Força Aérea Brasileira

3 KC-767 ordinati in Brasile più un quarto aereo utilizzato per l'addestramento degli equipaggi.
 Colombia
- Fuerza Aérea Colombiana

Dal 2011 opera con un solo esemplare di KC-767, che risulta in servizio al luglio 2018.
reg FAC1202 • serial n. 24157 (9 luglio 2011)
 Italia
- Aeronautica Militare[1]

4 KC-767A ordinati nel 2002 e ricevuti a partire dal 2011 (il primo nel gennaio 2011, il secondo nel marzo 2011, mentre l'ultimo è stato consegnato il 20 gennaio 2012), che al maggio 2018 sono tutti operativi ed hanno ricevuto un aggiornamento del cockpit.

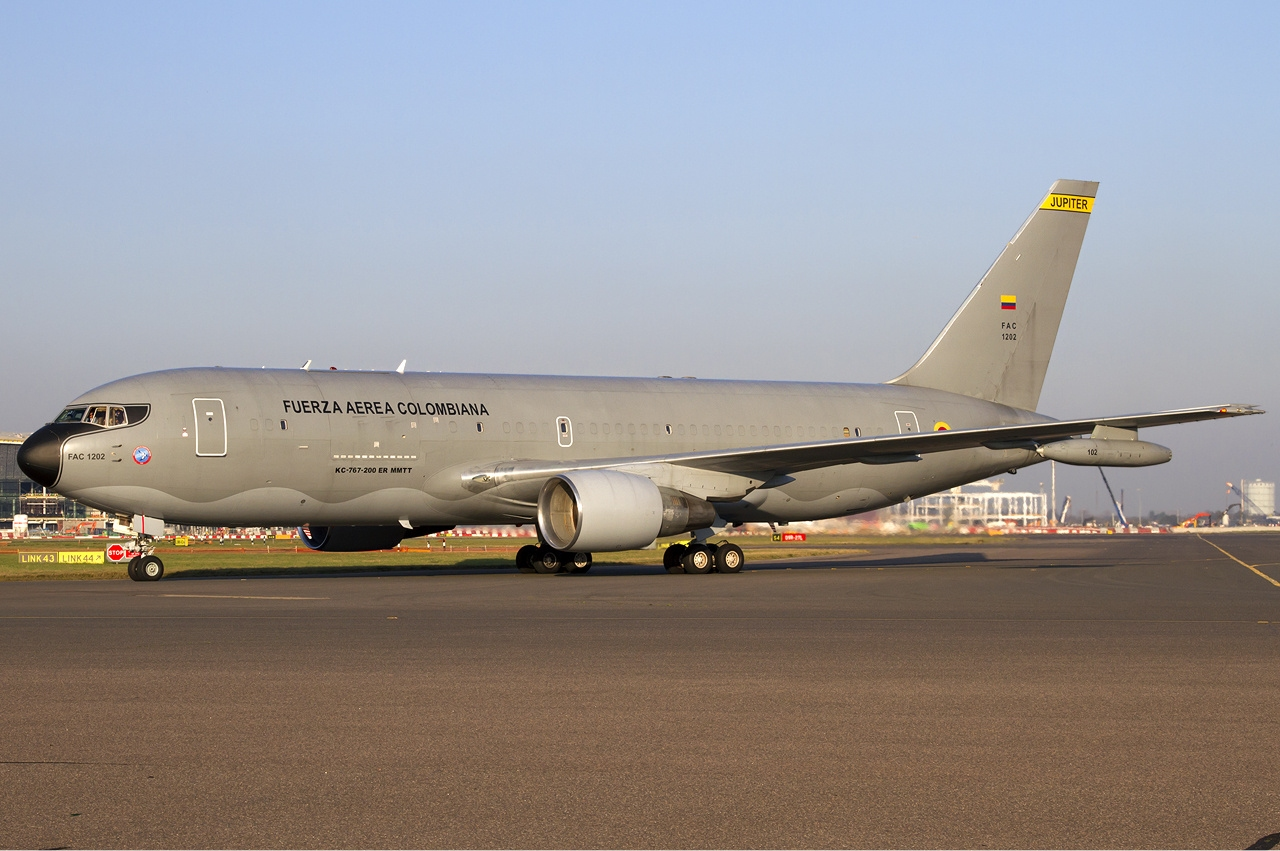
Il KC-767 della Fuerza Aérea Colombiana.

reg MM62229 • c/n 33689 • l/n 952 (25 gennaio 2011) • f/n 14-04
reg MM62227 • c/n 33687 • l/n 930 (11 marzo 2011) • f/n 14-02
reg MM62226 • c/n 33686 • l/n 912 (10 novembre 2011) • f/n 14-01
reg MM62228 • c/n 33688 • l/n 941 (20 gennaio 2012) • f/n 14-03
Nell'AM il KC-767A è stato scelto per sostituire i Boeing 707T/T come Aereo da trasporto e Rifornimento in volo.
Il reparto dell'AM dedicato a queste missioni è l'8º Gruppo Volo del 14º Stormo di base sull'Aeroporto di Pratica di Mare, presso Roma.
Il 29 dicembre 2010 l'Aeronautica Militare ha formalmente accettato il primo dei quattro velivoli ordinati, mentre l'ultimo è diventato operativo il 16 marzo 2012.
Il 17 maggio 2011 si è svolta la cerimonia di entrata in servizio presso l'hangar del 14º Stormo a Pratica di Mare.
 Giappone
- Kōkū Jieitai

4 KC-767J ordinati (consegnati, il primo nel febbraio 2008, il secondo nel marzo 2008, il terzo nel marzo 2009 e il quarto nel gennaio 2010) e tutti in servizio al novembre 2020.
reg N763TT • c/n 33844 • l/n 932 (19 febbraio 2008)
reg N768TT • c/n 33958 • l/n 943 (5 marzo 2008)
reg 97-3603 • c/n 34433 • l/n 963 (9 marzo 2009)
reg 07-3604 • c/n 35498 • l/n 966 (12 gennaio 2010)